# Vriesea gladioflammans
Vriesea gladioflammans là một loài thực vật có hoa trong họ Bromeliaceae. Loài này được E.Pereira & Reitz miêu tả khoa học đầu tiên năm 1975.